# Ai margini del caos
Ai margini del caos è un romanzo di Franco Ricciardiello che ha vinto il Premio Urania nel 1998. È fra i più venduti tra i titoli di autore italiano nella collana Urania Mondadori, ultimo della serie a essere distribuito anche in libreria.

## Trama
Una giovane italiana di nome Vic si sente male al museo davanti a un'opera di Arnold Böcklin, L'isola dei morti. Il giornalista free lance Nico Cassino assiste per caso all'evento. Vic sostiene avere vissuto davanti al quadro una trance, durante la quale si sarebbe trasferita nella coscienza di un famoso nazista durante gli ultimi giorni della guerra mondiale. Nico si trova coinvolto anche sentimentalmente nel disagio della giovane, che è la moglie di un professore universitario di Storia esperto di nazismo. Vic vive un'altra trance davanti a una seconda versione dell'Isola dei Morti; Böcklin infatti dipinse cinque volte il medesimo soggetto, metafora della vita post-mortem: un'anima di spalle avvolta in un sudario, in piedi su una barca che approda a un'isola di rocce e cipressi. Partito dall'ipotesi di una sindrome di Stendhal, procurata dalla visione di famose opere d'arte, Nico è costretto a ricredersi: ogni volta che Vic si trova in presenza dell'Isola dei morti entra in trance e vive i terribili ricordi di cinque persone a contatto diretto con Hitler chiuso nel bunker a Berlino, negli ultimi giorni prima del suicidio. Nico e Vic scoprono che L'isola dei morti ha attraversato come un'icona la coscienza del Novecento ispirando musica e pittura, romanzi e poesie, teatro e cinema. La terza versione del quadro fu persino proprietà personale di Hitler. L'ipotesi di Nico è che Vic si trovi in una condizione psichica al confine con l'inconscio collettivo, dove vive crude allucinazioni intorno alla caduta del Terzo Reich: uno stato molto simile alla definizione di margine del caos secondo la Teoria della complessità. Esasperata dalla violenza delle esperienze di trance, Vic trascina con sé Nico attraverso l'Europa, da Torino a Lipsia e fino a Berlino, inseguendo i segni dell'influenza estetica dell'Isola dei morti sulla cultura del Novecento, arrivando a confrontarsi con l'esperienza di invasione della coscienza vissuta dallo scrittore Philip K. Dick. Lo scontro finale con il destino di Vic avverrà in un drammatico epilogo al cimitero inglese di Firenze, sulla tomba di Arnold Böcklin.

## Personaggi
- Vic (Vittoria Rossa Altieri), 30 anni ca.; non è specificato cosa faccia nella vita, è sposata con Werther Bindi, professore di Storia moderna alla Statale di Torino, di diversi anni più vecchio di lei. In presenza del quadro L'isola dei morti di Arnold Böcklin entra in stato di incoscienza e al risveglio possiede ricordi di altre persone.
- Nico (Leonida Cassino), 30 anni ca.; giornalista freelance, svolge lavori su commissione per l'editoria e la televisione. Si è laureato all'Università di Torino, il relatore della sua tesi è Werther Bindi. Scrive anche i testi per le canzoni di un gruppo pop amatoriale, gli Hasta Siempre.

I protagonisti delle cinque esperienze psichiche di Vic
- Albert Speer (1905-1981), nel capitolo intitolato "L'architetto nel ventre della balena"; ministro degli Armamenti del Reich, fra i pochissimi alti esponenti nazisti sopravvissuti alla guerra. Nel romanzo si reca nel bunker della Cancelleria a visitare per l'ultima volta Adolf Hitler e Eva Braun, che considera propria amica.
- Hermann Fegelein (1906-1945), nel capitolo intitolato "Il crepuscolo degli dei"; Gruppenführer delle SS e cognato di Hitler, avendo sposato la sorella di Eva Braun, viene fucilato per tradimento e diserzione durante gli ultimi giorni del Reich.
- Eva Braun (1912-1945), nel capitolo intitolato "Il matrimonio di Eva Braun"; sconosciuta "fidanzata" di Adolf Hitler, che non la voleva ufficialmente al proprio fianco, la sua esistenza era nota solo alla cerchia più intima; i due si sposarono il 28 aprile 1945, due giorni prima del suicidio.
- Rochus Misch (1917-2013), nel capitolo intitolato "Rote Armee ad portas"; guardia del corpo di Hitler e telefonista nel bunker della Cancelleria, al termine della guerra rimase prigioniero in URSS per nove anni, perché i sovietici non credevano alla sua testimonianza sul suicidio di Hitler.
- Heinz Linge (1913-1980), nel capitolo intitolato "Finis Germaniæ"; Obersturmbannführer delle SS e cameriere personale di Hitler durante i giorni del bunker, incaricato di controllare la cremazione del cadavere del Führer e della moglie, anch'egli fu interrogato per anni dai sovietici sui particolari del duplice suicidio.

## Analisi critica

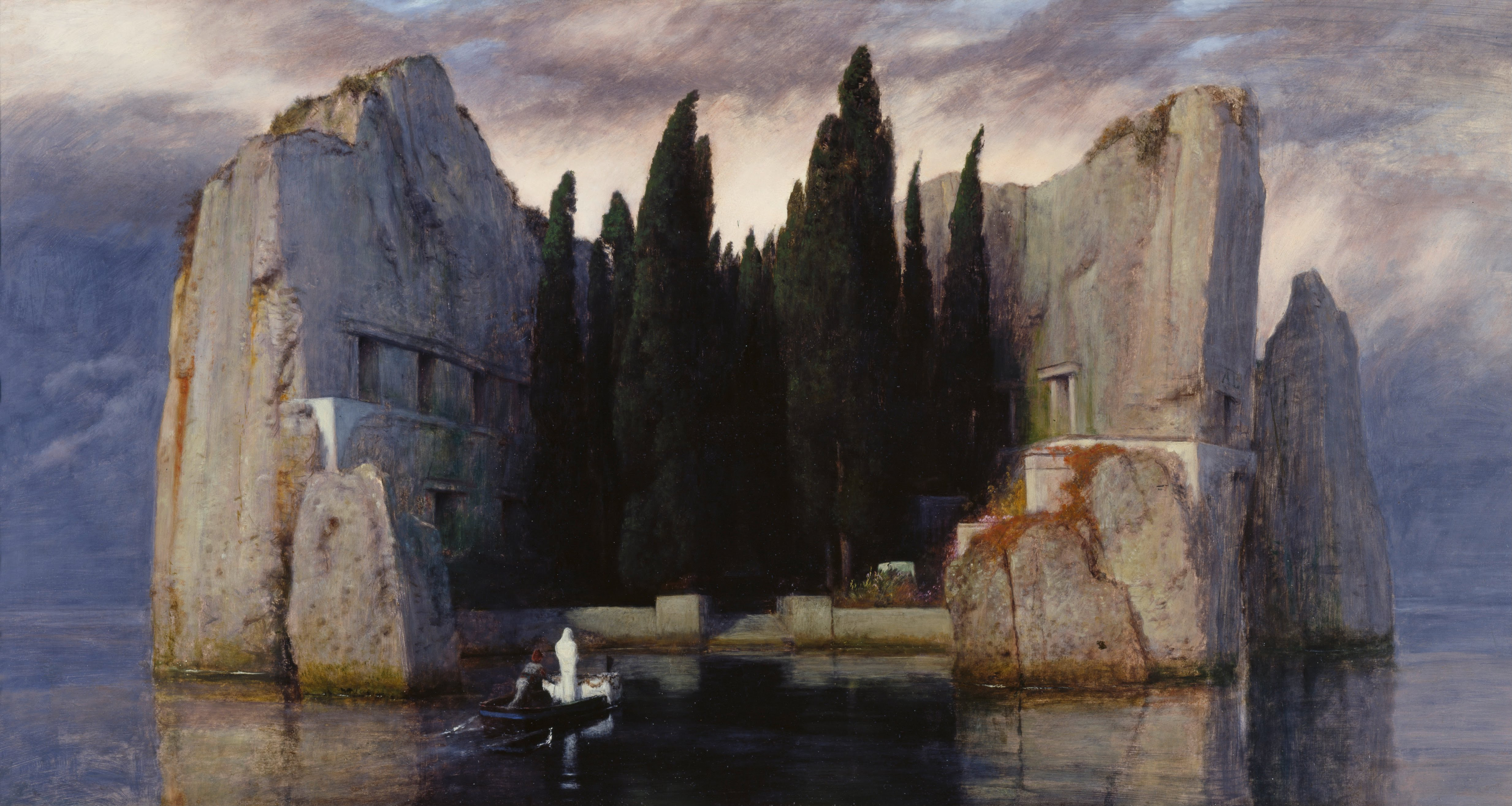
L'isola dei morti, dipinto di Arnold Böcklin intorno al quale ruota la trama del romanzo.

"Si tratta di un romanzo d'idee, non di personaggi" ammette l'autore in un'intervista, riducendo i protagonisti all'artificio letterario di un meccanismo narrativo che serve a svelare coincidenze tra fatti realmente accaduti. In un'altra intervista di Giuseppe Lippi e Valerio Evangelisti all'autore, che appare in appendice alla prima edizione del romanzo, Ricciardiello afferma: "La teoria del caos è il protagonista indiscusso, il personaggio più affascinante, il deuteragonista rispetto a Nico e Vic.". Tuttavia, applicando al romanzo la teoria classica della scrittura creativa, si ricava che la protagonista è Vic Altieri, Nico Cassino è il deuteragonista e il vero antagonista è L'isola dei morti, il dipinto di Böcklin.

I protagonisti del romanzo suscitano pareri discordanti: antieroi oppure personaggi senza alcuno spessore la cui relazione gira stranamente a vuoto, di sicuro esiste un forte contrasto tra la situazione conviviale e i racconti d'oltretomba, le trascrizioni delle cinque esperienze di trance di Vic. Per il sito Fantastinet, "i personaggi hanno comportamenti incoerenti e alla fine ci si ritrova nella stessa situazione dell'inizio". L'approccio più originale è quello del critico e traduttore Éric Vial, che individua "relazioni fra personaggi che fanno pensare a Nanni Moretti".

### Struttura del romanzo
Nella versione Urania il testo è diviso in 15 capitoli, nella successiva edizione eBook in 84 "unità narrative" separate da un segno grafico; la periodizzazione è comunque dettata dalle trascrizioni delle cinque esperienze di trance, a imitazione esplicita della costruzione di un frattale. Nei cinque successivi passaggi, quelli che Benoît Mandelbrot chiamò iterazioni della curva frattale, la definizione dei particolari diventa più precisa, a partire dai dati precedenti: "Ecco la struttura di questo romanzo: ogni iterazione ha termine con la trascrizione di un'esperienza di transfert, e ogni successiva iterazione ridefinisce i medesimi particolari del quadro generale che i protagonisti stanno rivelando al lettore. Si tratta di un tentativo consapevole di applicare una metodologia scientifica a un'opera di narrativa."
Per la successiva edizione destinata al mercato eBook, l'autore elimina i segni grafici che segnalano il dialogo diretto (com'è abitudine, per esempio, di un autore come José Saramago) con l'intento di far giungere il racconto al lettore "come il flusso di un unico, continuo rumore di fondo nel quale i dialoghi siano solamente una parte del tutto, senza necessariamente risaltare graficamente in quel caos delle informazioni che è il testo letterario", espediente stilistico che si aggiunge all'eliminazione della divisione in capitoli, "con l'intento di riprodurre un'accumulazione di dati caotica, in cui ogni elemento di trama abbia la medesima importanza di ogni altro, come elementi di un puzzle che si incastrano fino a comporre una visione d'insieme".

### Temi
- La Teoria del caos

La Teoria del caos che rimane sullo sfondo come spiegazione delle esperienze di Vic, pur non costituendo un novum alla Darko Suvin, uno straniamento rispetto al presente, è comunque quella che si potrebbe classificare scienza "hard".

C'è anche chi ha visto la lettura del romanzo come un'esperienza "ai margini del caos"; si veda l'inizio in medias res, senza scene preliminari che permettano di prendere confidenza con i personaggi: "una brutalità narrativa rafforzata dai periodi brevi e dall'impiego quasi esclusivo dell'indicativo presente sono procedimenti che conferiscono al racconto un ritmo sincopato provandolo di ogni spessore temporale, di ogni consistenza; una narrazione tenue come un velo offre una successione di episodi scollegati che arrivano con l'immediatezza di un pensiero non controllato […]. In fondo, si ha la sensazione confusa che ciò che disturba in questo romanzo è il fatto che non obbedisca a nessuno dei codici narrativi abitualmente in vigore.
- L'isola dei morti

Die Toteninsel è un dipinto che ha avuto un'influenza enorme sulla cultura del XX secolo. Il romanzo affronta il rapporto tra arte e scrittura, sfruttando come meccanismo narrativo la patologia battezzata "Sindrome di Stendhal" e attingendo al concetto junghiano dell'arte come tramite fra l'inconscio collettivo e quello generale, nel tentativo di arrivare a quel "riconoscimento estetico" che secondo Gustav Fechner è provocato dall'incontro tra il soggetto e il segno.. Alla fine della narrazione comunque tutto è spiegabile razionalmente, non rimane il dubbio di un'interpretazione metafisica del rapporto arte/uomo.
- Gli ultimi giorni di Hitler

Una parte della critica ha trovato interessante la ricostruzione degli ultimi giorni del Terzo Reich, condotta su testimonianze e documenti nuovi che vedevano la luce per la prima volta negli anni in cui il romanzo è stato scritto, con l'apertura degli archivi sovietici dopo la dissoluzione dell'URSS, e che saranno utilizzati da Ricciardiello nel successivo romanzo Radio aliena Hasselblad. Lo stile narrativo cambia sensibilmente tra il testo e le cinque trascrizioni apocrife.

### La diatriba "fantascienza o non fantascienza?"
Benché sia stato giudicato vincitore dalla giuria del maggior premio italiano di genere, sia analizzato come fantascienza dalla critica e sia uno degli Urania di autori italiani più venduti in assoluto, Ai margini del caos non è mai stato considerato "fantascienza" dai fan italiani Non è un mistero di conseguenza che il romanzo sia piaciuto di più a chi non legge abitualmente fantascienza, anche se si tratta di un giudizio sulle caratteristiche di genere letterario piuttosto che di qualità narrativa. "Ha avuto una tiepida accoglienza proprio per i suoi toni giudicati poco fantascientifici". D'altronde lo stesso autore non sembra rivendicare una collocazione di genere, anche perché negli stessi anni grazie al movimento cyberpunk la fantascienza spezzava finalmente i muri del ghetto per uscirne: "Intendevo scrivere un thriller, e questo credo sia rimasto, tutto sommato; è un romanzo che non rispetta le convenzioni della fantascienza classica; anche se poi nella trama ho inserito elementi rilevanti sotto l'aspetto scientifico, cosa indispensabile per il genere, strutturalmente è rimasto comunque molto legato alla matrice thriller", e ancora nelle sue parole: "Durante la prima stesura del romanzo mi ero proposto di scrivere un thriller, non un'avventura di science-fiction: però strada facendo la suggestione della Teoria del Caos, della complessità, ha assorbito con il suo fascino le altre possibili soluzioni"
Ma forse l'ultima parola in proposito l'ha scritta il critico francese Éric Vial: "E dov'è la SF in tutto questo? Ebbene, è dovunque e da nessuna parte, come il centro dell'infinito."

## Curiosità
Arnold Böcklin in realtà non è sepolto al Cimitero inglese di piazzale Donatello a Firenze (dove è tumulata la figlia Maria), bensì al Cimitero degli Allori destinato ai non cattolici.

## Edizioni
- Franco Ricciardiello, Ai margini del caos, Urania n. 1348, Arnoldo Mondadori Editore, 1998,  pp. 238, ISBN 88-04-45923-9.
- Franco Ricciardiello, Aux frontières du chaos, collection Imagine n. 20, Flammarion, 2001,  pp. 210, ISBN 2-08-067891-4.
- Franco Ricciardiello, Ai margini del caos, eBook e-pub DRM free, Edizioni di Karta, 2012, ISBN 8804459239.